# Ernest II de Lippe-Biesterfeld
Pour les autres membres de la famille, voir Maison de Lippe-Biesterfeld.
Ernest II, comte de Lippe-Biesterfeld, né le 9 juin 1842 à Oberkassel et mort le 26 septembre 1904 au château de Lopshorn, est un prince allemand.

## Biographie

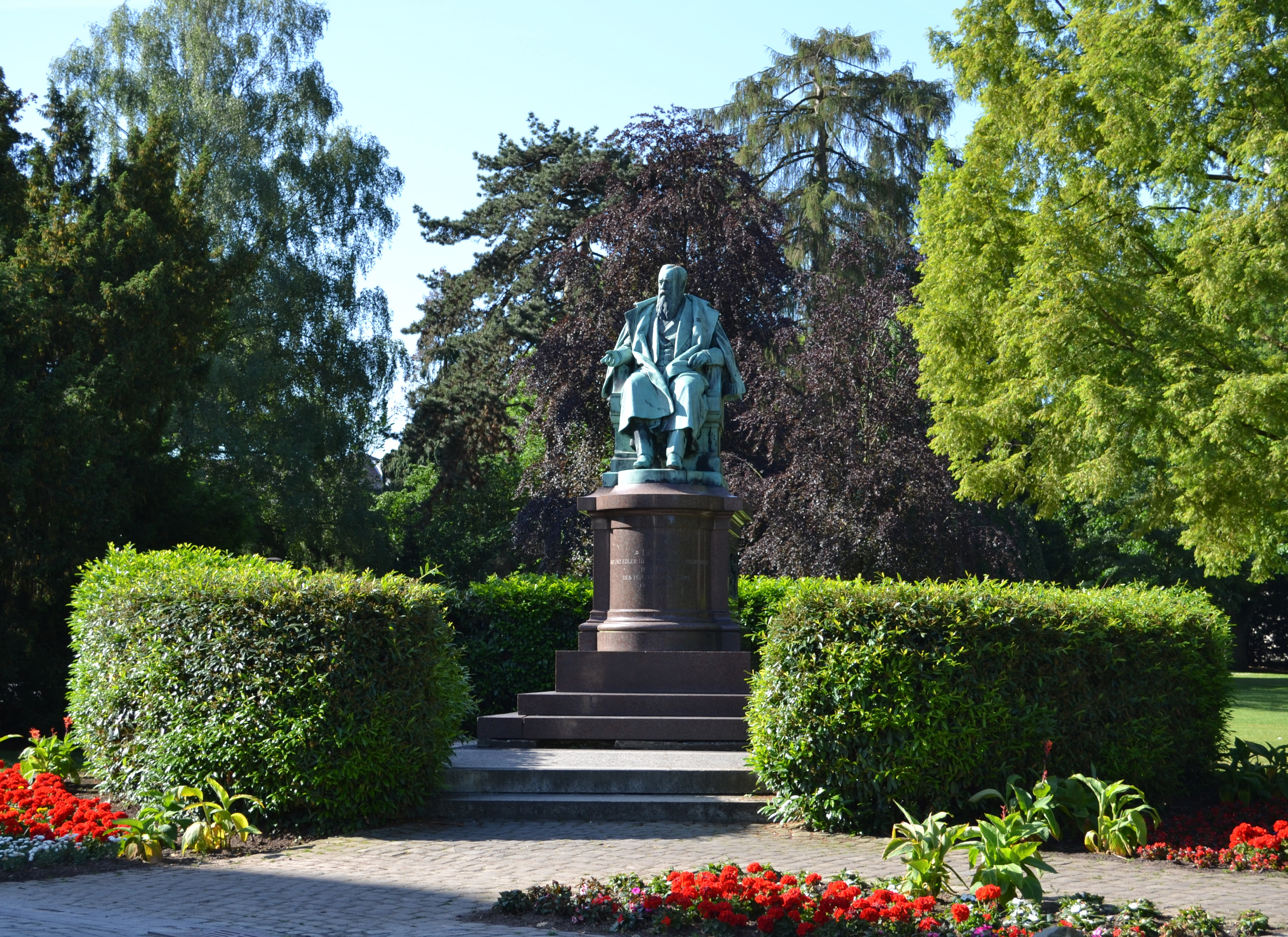
Statue du comte de Lippe-Biesterfeld.

Fils du comte Jules de Lippe-Biesterfeld et d'Adelheid de Castell-Castell, il succède à son père à la tête du comté de Lippe-Biesterfeld en 1884.
Lorsque meurt le prince Woldemar de Lippe, le 20 mars 1895, son frère Alexandre de Lippe lui succède sur le trône de la principauté. Cependant, le nouveau souverain est handicapé mental et Adolphe de Schaumbourg-Lippe est nommé pour assurer la régence au sein de l'État allemand, aux dépens d'Ernest.
En 1897, Ernest de Lippe-Biesterfeld, dont les droits successoraux sur la principauté sont reconnus après un arbitrage du roi Albert Ier de Saxe, remplace Adolphe de Schaumbourg-Lippe comme régent de la principauté de Lippe.

## Vie familiale
Il épouse le 16 septembre 1869 la comtesse Caroline de Wartensleben, fille du comte Léopold Othon Frédéric de Wartensleben. De cette union naissent :
- Adélaïde de Lippe-Biesterfeld (1870-1948), épouse du prince Frédéric-Jean de Saxe-Meiningen ;
- Léopold IV (1871-1949), régent puis dernier prince de Lippe, marié à la princesse Bertha de Hesse-Philippsthal-Barchfeld, puis à la princesse Anne d'Isenburg-Büdingen (en) ;
- Bernard de Lippe (1872-1934), prince de Lippe-Biesterfeld, marié à Armgard de Sierstorpff-Cramm (en) (d'où Bernhard de Lippe-Biesterfeld, prince consort des Pays-Bas) ;
- Julius Ernest de Lippe-Biesterfeld (de) (1873-1952), marié à la duchesse Marie de Mecklembourg-Strelitz (divorcée du comte Georges Jametel) ;
- Mathilde (1875-1907).